# Condor Flugdienst
Condor Flugdienst GmbH, užívající značku Condor, je německá Letecká společnost založená v roce 1955 jako dceřiná společnost firmy Lufthansa. Od roku 1956 provozuje pravidelné lety hlavně do rekreačních destinací ve Středomoří, v Karibiku i v Asii. Sídlo této druhé největší německé společnosti je ve Frankfurtu nad Mohanem, druhým sídlem je letiště Berlín-Schönefeld. Od roku 2003 je součástí skupiny Thomas Cook Group a od září 2018 insolventní.[zdroj?] V lednu 2020 společnost oznámila, že ji převezme polská skupina Polish aviation group, majitelka letecké společnosti LOT. V dubnu 2020 se společnost PGL rozhodla od této dohody o převzetí odstoupit.

## Flotila
| Letadlo         | Počet | Objednávky | Cestující | Cestující | Cestující | Cestující | Poznámky                                             |
| Letadlo         | Počet | Objednávky | C         | P         | Y         | Celkem    | Poznámky                                             |
| --------------- | ----- | ---------- | --------- | --------- | --------- | --------- | ---------------------------------------------------- |
| Airbus A320-200 | 34    | —          | —         | 24        | 156       | 180       | Bude vyřazen a nahrazen Airbusem A320neo             |
| Airbus A320neo  | 7     | 13         | —         | 24        | 186 196   | 210 220   |                                                      |
| Airbus A321-200 | 6     | —          | —         | 24        | 174       | 226       | Bude vyřazen a nahrazen Airbusem A321neo             |
| A321neo         | 6     | 26         | —         | 24        | 209       | 233       |                                                      |
| Airbus A330-900 | 18    | 3          | 30        | 64        | 216       | 310       | Dodávky naplánovány do roku 2027                     |
| Boeing 757      | 8     | —          | —         | 26 36     | 249 239   | 275 275   | V roce 2025 bude vyřazen a nahrazen Airbusem A321neo |
| Celkem          | 54    | 32         |           |           |           |           |                                                      |

## Operační základny
- Düsseldorf Airport
- Frankfurt Airport
- Hamburg Airport
- Hannover Airport
- Leipzig/Halle Airport
- Munich Airport
- Stuttgart Airport
- Berlín Schönefeld Airport